# 切斯瓦夫·基什恰克
切斯瓦夫·揚·基什恰克（波蘭語：Czesław Jan Kiszczak；1925年10月19日—2015年11月5日），波兰共产主义时代將領和政治家。波兰统一工人党（PZPR）黨員，他於波兰人民共和国时期在波兰军队中担任多年高级軍官，官至中將，1981年和1990年出任内政部部长，在波兰戒严时期协助沃依切赫·雅鲁泽尔斯基将军镇压罢工浪潮，1989年曾短暂担任几天部长会议主席。

## 生平
基什恰克出生於波兰南部别尔斯科-比亚瓦附近安德雷胡夫罗辛尼村。，1945年11月进入波兰军队服役，在军事反情报机构任职。1945年加入波兰工人党（PPR），1948年工人党改称波兰统一工人党。1951年他在埃乌克市第18步兵师任首席信息官，1952年转到华沙任职，接手第一军区信息局資訊處長。后调到国防部总部（Ministerstwo Obrony Narodowej）财务司總務科。1954年进入总参谋部学院学习，1957年他转到新成立的軍事內務局（WSW – Wojskowa Służba Wewnętrzna）任职。1957年到1965年擔任海军防諜主任，1967年晋升为軍事內務局副局長。1972年他担任总参谋部第二局（Zarząd II Sztabu Generalnego Wojska Polskiego）局長，负责军事情报，任到1979年，1978年他成为波兰军队副总参谋长。1979年6月調任為軍事內務局局長至1981年止。
1981年7月他成为内政部长，负责情报、防谍、祕密警察業務、保护政府、保密通信、以及监督地方政府等。
在波兰戒严期间（1981 - 1983），他是救国军事委员会成员。在乌耶克煤矿发布镇压矿工罢工的命令。后在2004年，在共产主义垮台后，他因负责镇压，并发生大屠杀，被判处四年监禁。后遇到特赦，被减为2年缓刑。